# 산탄드레아프리우스
산탄드레아프리우스(Sant'Andrea Frius, 사르데냐어: Sant'Andria ‘e Frius)는 수드사르데냐도에 있는 코무네이다. 칼리아리에서 북쪽으로 약 30 킬로미터 (19 mi) 떨어져 있는 이탈리아 사르데냐 지역의 코무네이다.
산탄드레아프리우스는 다음의 지방 자치체들과 경계를 접하고 있다: 바랄리, 돌리아노바, 도노리, 오르타체수스, 산 바실리오, 산 니콜로 제레이, 세노르비, 세르디아나.

## 역사
산탄드레아 지역은 여러 누라기와 다른 유적들이 증명하듯이 선사시대부터 사람이 살았다. 이 정착지는 페니키아의 거점으로 시작되었고, 나중에 이곳에 여러 빌라를 소유했던 로마인에게 정복되었다. 중세 시대에는 칼리아리 주디카토 내의 트레첸타의 쿠라토리아(샤이어)의 일부였으며, 이후 1258년부터 카프라이아 백작이 소유했고, 1295년부터는 아르보레아 주디카토가 소유했다. 129년에 아르보레아의 마리아노 2세가 피사 공화국에 매각했고, 피사 공화국은 1353년 아라곤 정복 때까지 이를 소유했다.
1821년에 칼리아리 지방의 일부가 되었다.